# 在バーレーン日本国大使館
在バーレーン日本国大使館（ざいバーレーンにほんこくたいしかん、アラビア語: سفارة اليابان في البحرين、英語: Embassy of Japan in Bahrain）は、バーレーンの首都マナーマに設置されている日本の大使館である。

## 沿革
1971年8月15日にバーレーンがイギリスから独立し、日本が同国を国家承認した。
1972年6月19日に在バーレーン日本国大使館（在バハレーン日本国大使館）の新設が衆議院で議決された後、1983年、マナーマに大使館が開設された。但し、当初は臨時代理大使が常駐する事実上の兼勤駐在官事務所で、特命全権大使が常駐を開始したのは小串敏郎が着任した1988年3月である。

## 住所
House No.55, Salmaniya Avenue, Block No.327, Manama